# ريتشارد شيلدون
ريتشارد شيلدون (بالإنجليزية: Richard Sheldon)‏ هو منافس ألعاب قوى أمريكي، ولد في 9 يوليو 1878 في روتلاند في الولايات المتحدة، وتوفي في 23 يناير 1935 في نيويورك في الولايات المتحدة.

## وصلات خارجية
- ريتشارد شيلدون على موقع أوليمبيديا (الإنجليزية)